# Liste der Orte im Saalkreis des Herzogtums Magdeburg
Der Saalkreis bildete den südlichen, durch die Fürstentümer Anhalt getrennten Teil des Erzstifts Magdeburg. Dieses kam 1680 als Herzogtum Magdeburg unter die Herrschaft von Brandenburg-Preußen.
Dieser Artikel listet die zum Saalkreis im Herzogtum Magdeburg gehörigen Orte auf. Nach der französischen Besetzung des Saalkreises (1807–1813) fand in Preußen im Jahr 1816 eine Neugliederung des Gebiets in Kreise statt.

## Bestandteile des Saalkreises im Herzogtum Magdeburg

### Immediatstadt Halle
- Halle (Saale)

### Mediatstädte
- Alsleben (unter der Gerichtsbarkeit des fürstlichen Anhalt-Dessauischen Amts Alsleben)
- Cönnern (unter der Gerichtsbarkeit des Amts Giebichenstein)
- Glaucha (unter der Gerichtsbarkeit des Amts Giebichenstein)
- Löbejün (unter der Gerichtsbarkeit des Amts Giebichenstein)
- Neumarkt (unter der Gerichtsbarkeit des Amts Giebichenstein)
- Wettin (unter der Gerichtsbarkeit des Amts Wettin)

### Ämter
Amt Giebichenstein
| - Beidersee (nur die Feldmark) - Benndorf (Amtsanteil) - Bennewitz - Böllberg - Brachstedt - Braschwitz - Büschdorf - Burg in der Aue - Canena - Cröllwitz | - Crondorf - Diemitz - Dölau - Eisdorf - Eismannsdorf - Rittergut Freienfelde (nur Obergerichtsbarkeit) - Giebichenstein - Gimritz (bei Wettin) - Vorwerk Gimritz (bei Halle) - Gröbers | - Groitsch - Gutenberg - Harsdorf - Hohen - Inwenden - Großkugel - Kleinkugel - Lehndorf - Lettin - Lieskau - Löbnitz | - Löbnitzermark (anteilig) - Obermaschwitz - Untermaschwitz - Mötzlich - Morl - Nauendorf - Niemberg - Nietleben - Oppin - Osendorf | - Osmünde - Plößnitz - Pranitz - Proitz (Amtsanteil) - Rabatz - Radewell - Räthern - Reideburg (magdeburg.-preuß. Anteil) - Sagisdorf (Rittergut) - Schiepzig | - Schönnewitz - Schwoitsch - Seeben - Sennewitz - Spickendorf - Teicha - Tornau - Trotha - Wörmlitz - Wurp - Zscherben - Zwintschöna |

Amt Beesen
- Beesen an der Saale (Alt- und Neu-Beesen)
- Bebitz
- Cüstrena
- Laublingen (Krosigk-Beesener Anteil)
- Lependorf
- Trebitz (bei Cönnern)

Amt Brachwitz
- Brachwitz
- Friedrichsschwerz
- Langenbogen

Amt Rothenburg
- Dornitz
- Garsena
- Golbitz
- Kirchedlau
- Rothenburg

Amt Wettin
| - Görbitz - Lettewitz - Löbnitzermark (anteilig) - Möderau - Priester | - Raunitz - Sylbitz - Trebitz (bei Petersberg) - Zaschwitz |

Amt Petersberg (seit 1697 preußisch-magdeburgisch)
- Petersberg mit dem Kloster Petersberg
- Nehlitz
- Spröda (Exklave im kursächsischen Amt Delitzsch)
- Freihöfe in Schrenz, Werben und Löbersdorf (im kursächsischen Amt Zörbig)
- Freihöfe in Stichelsdorf[3] (bis 1698)

### Geistliche Güter
Theologische Fakultät in Halle
- Ammendorf[4]
- Beesen an der Elster
- Ober-Peißen (bei Hohenthurm)
- Planena
- Pritschöna (anteilig)

Waisenhaus zu Glaucha
- Canena: Rittergut und Schäferei
- Reideburg: beide Rittergüter des Orts
- Stichelsdorf[3] (ab 1698)

Domkapitel Magdeburg
- Dößel
- Wallwitz

Prälatur Deutleben
- Deutleben

Stift St. Nikolai zu Magdeburg
- Hohenedlau
- Mitteledlau

### Lehnsbesitzungen der Fürstentümer Anhalt unter preußischer Landeshoheit
Fürstliches Anhalt-Dessauisches Amt Alsleben
- Alsleben, Dorf
- ein Gasthof zu Mukrena
- einige Häuser in der Mediatstadt Alsleben

Fürstliches Anhalt-Bernburg-Schaumburgisches Dorf
- Belleben

Fürstliches Anhalt-Köthensches Dorf
- Beidersee (Ort ohne die Feldmark)[1]

### Orte unter adliger Patrimonialgerichtsbarkeit
| - Benndorf (Rittergutsanteil) - Bruckdorf - Dachritz - Dalena - Dammendorf mit Gödewitz - Dieskau - Dobis - Döblitz - Döllnitz (magdeburg.-preuß. Anteil) - Domnitz | - Freienfelde (Rittergut) - Gnölbzig - Gottenz - Groß Schierstedt (Exklave im Fürstentum Halberstadt) - Hohenthurm - Kaltenmark - Krosigk - Laublingen (Krosigk-Poplitzer Anteil) - Lochau - Merbitz mit Geest (Kleinmerbitz) | - Merkewitz - Möschwitz - Mücheln - Mukrena - Naundorf - Nelben - Neutz - Peißen (bei Hohenthurm) - Unter-Peißen (bei Cönnern) - Piesdorf | - Poplitz - Pritschöna (anteilig) - Proitz (Rittergutsanteil) - Schlettau - Schwerz - Sieglitz - Strenz - Trebnitz - Wesenitz - Wieskau | - Zöberitz |